# 畑田町 (名古屋市)
畑田町（はただちょう）は愛知県名古屋市中川区にある町名。現行行政地名は畑田町1丁目から畑田町5丁目。住居表示未実施。

## 地理
名古屋市中川区の南部に位置し、東に法蔵町、西に中島新町、北に昭和橋通、南に港区正徳町に接する。

## 世帯数と人口
2019年（平成31年）2月1日現在の世帯数と人口は以下の通りである。
| 町丁   | 世帯数  | 人口    |
| ------ | ------- | ------- |
| 畑田町 | 718世帯 | 1,192人 |

## 学区
市立小・中学校に通う場合、学校等は以下の通りとなる。また、公立高等学校に通う場合の学区は以下の通りとなる。
| 番・番地等 | 小学校                 | 中学校               | 高等学校 |
| ---------- | ---------------------- | -------------------- | -------- |
| 全域       | 名古屋市立西中島小学校 | 名古屋市立高杉中学校 | 尾張学区 |

## 施設
- 市営畑田荘

## その他

### 日本郵便
- 郵便番号 : 454-0860[2]（集配局：中川郵便局[7]）。